# Bernard de Bethune Hesdigneul
Marie Amé Bernard Antoine Joseph Eugène Maximilien de Bethune Hesdigneul (Doornik, 2 juli 1777 - 28 oktober 1835) was een Zuid-Nederlands edelman, afkomstig uit Frans-Vlaanderen.

## Geschiedenis
- In 1614 verleende aartshertog Albert van Oostenrijk de riddertitel aan Jean des Planques, heer van Hesdigneul.
- In 1632 verleende koning Filips IV van Spanje de titel ridder aan Jean des Planques, zoon van de voorafgaande.
- In 1777 verleende keizerin Maria-Theresia aan Eugène de Bethune Hesdigneul homologatie in de Oostenrijkse Nederlanden van zijn (Franse) wapens.
- In 1781 verleende keizer Jozef II aan dezelfde de titel prins, overdraagbaar bij eerstgeboorte.
- In 1818 gaf Lodewijk XVIII hem toestemming om als erfelijk prins een majoraat verder te zetten.

## Genealogie
- Eugène de Béthune-Hesdigneul (1746-1823), x Albertine Le Vaillant (1750-1789)
  - Maximilien de Béthune (1776-1868), x Denise des Courtils (°1783)
    - Amaury de Béthune (1811-1884), x Louise Doria (1805-1863)
      - Henri de Béthune (1848-1931) (zie onderaan)

  - Bernard de Béthune Hesdigneul (zie hierna)

## Levensloop
Bernard de Bethune, behoorde tot de familie de Bethune Hesdigneul die in 1632 zijn eerste adelbevestiging kreeg en in 1781 de titel prins verkreeg. Hij was een zoon van prins Eugène de Bethune Hesdigneul (1746-1823) en van Albertine Le Vaillant (1750-1789).
In 1797 trouwde hij met barones Marie-Jeanne de Steenhuys (1773-1828). Het echtpaar kreeg twee zoons en een dochter.
In 1815 koos hij, als kolonel, de zijde van de geallieerden en van de Franse koning. Na de oprichting van het Verenigd Koninkrijk der Nederlanden werd hij kamerheer van koning Willem I der Nederlanden en districtscommissaris.
In 1816 werd hij erkend in de erfelijke adel, met de titel graaf, overdraagbaar bij eerstgeboorte. Hij werd tevens benoemd in de Ridderschap van de provincie Henegouwen.
Van 1823 tot 1830 was hij lid van de Eerste Kamer der Staten-Generaal.
Hij was burgemeester van Doornik van 1824 tot 1830. Hij volgde in deze hoedanigheid Idesbald Vandergracht op, zelf werd hij opgevolgd door Charles Le Hon.

## Afstammelingen
- Eugène Adolphe de Bethune Hesdigneul (1798-1852) trouwde in 1821 in Brugge met Adelaïde de Peñeranda (1800-1846).
  - Hector de Bethune Hesdigneul (1832-1914) trouwde met markiezin Caroline de Maillen (1849-1930).
    - Auguste de Bethune Hesdigneul (1868-1933) trouwde in 1891 met barones Anne-Marie d'Overschie de Neeryssche (1871-1908) en hertrouwde in 1909 met Marguerite-Marie de Neuchâtel (1880-1945). Hij had drie kinderen uit het eerste bed en twee uit het tweede. In 1932 kreeg hij erkenning van de titel prins, overdraagbaar bij eerstgeboorte. De familietak is uitgedoofd in 1976.
    - Adolphe de Bethune Hesdigneul (1871-1951) trouwde met Marie-Louise de Ghellinck d'Elseghem Vaernewyck (1882-1955). Ze kregen drie kinderen, met afstammelingen tot heden.
- Maximilien Guillaume Auguste de Bethune Hesdigneul (1802-1884), zoon van Bernard, trouwde in 1824 in Doornik met barones Victorine de Steenhuys (1805-1884). Hij kreeg in 1848 de titel markies, overdraagbaar bij eerstgeboorte. Het echtpaar kreeg drie dochters en een zoon die vrijgezel bleef en in 1852 als laatste van deze familietak overleed.

## Henri de Bethune
- Hippolyte Marie Dieudonné Henri Maximilien de Bethune (Parijs, 6 juni 1848 - Songeons, 13 maart 1931) werd in 1888 erkend in de Belgische erfelijke adel met de titel prins, overdraagbaar bij eerstgeboorte. Hij bleef vrijgezel en de familietak doofde dan ook uit bij zijn overlijden.